# Église Saint-Martin de Bettviller
L'église Saint-Martin se situe dans la commune de Bettviller et le département français de la Moselle.

## Histoire
Ancienne paroisse de l'archiprêtré de Hornbach, passée dans celui de Rohrbach-lès-Bitche en 1802, l'église Saint-Martin, dont le patronage revenait au duc de Deux-Ponts, est l'église-mère de Rimling jusqu'en 1702, de Petit-Réderching jusqu'en 1804, et l'est toujours de Guising et de Hoelling.

## Édifice
L'église, dédiée à saint Martin, reconstruite en 1732 et 1770, est gravement endommagée en 1940 et 1945. Elle est complètement restaurée dans le même esprit en 1954, avec cependant une tendance à la simplification et des formes plus anguleuses dans la toiture en cuivre de la tour-clocher. À l'intérieur, le mobilier, qui a particulièrement souffert des bombardements, est entièrement renouvelé.
Le chœur, reconstruit en 1770 à l'époque du curé Théodore Mexal, a été mis au goût du jour, en même temps que la nef, par l'adjonction, à la fin du XIXe siècle, d'un décor stuqué, comme il en subsiste à Rohrbach-lès-Bitche et à Siersthal. D'inspiration Renaissance, opulent dans son traitement, il revêt tous les murs de l'édifice, simule des panneaux sur le plafond de la nef et multiplie les fausses voûtes dans le chœur. Entre 1770 et 1775, trois autels à retable en stuc ont été commandés à des stucateurs, peut-être à Jean-Philippe Mihm et à Winibald Wagner, installés à Sarrebruck, auxquels on doit d'autres œuvres dans la région
L'église possède un calice en argent, portant le poinçon de l'orfèvre strasbourgeois Jean Georges Pick, reçu maître en 1739, et la lettre-date de 1772. Le calice est décoré sur le pied de cartouches rocaille ciselés alternant avec un décor de roses, d'épis de blé et de pampres se détachant sur un fond amati. La fausse-coupe ajourée, reprenant les mêmes thèmes, témoigne de beaucoup de sûreté et d'élégance dans le traitement des éléments végétaux et du décor rocaille.